# Рижская 1-я больница
Рижская 1-я больница (латыш. Rīgas 1. slimnīca) — латвийское медицинское учреждение, расположенное в центре Риги. С 2010 года больница предлагает широкий спектр диагностических обследований, амбулаторное и плановое стационарное лечение, а также реабилитацию и краткосрочную социальную помощь.

## История
Основана в 1803 году как больница для бедных на полсотни коек, однако достаточно быстро расширялась. В 1817 году было открыто родильное отделение, где работала акушерка. В 1818 году при больнице появилась аптека. В 1819 году сгорела при пожаре, однако уже через год была восстановлена и получила статус городской.
В 1832—1863 годах директором больницы был Бернхард Фридрих Беренс (1795—1863), значительно улучшивший её работу. В 1834 году были открыты специализированные хирургическое и терапевтическое отделения.
В начале 1847 года в больнице была выполнена первая в истории Российской империи операция с использованием эфирного наркоза.
В начале 1870-х годов были снесены деревянные постройки больницы и на их месте построены 6 каменных корпусов, соединённых между собой (архитектор И. Д. Фельско). Продолжали открываться новые отделения: в 1875 — невропатологическое, в 1883 году — инфекционных болезней.
В 1890-е годы были построены ещё несколько корпусов (в частности, заработал рентгеновский кабинет), в 1902 году появилось отделение кожно-венерических болезней, а в 1907 году открыт административный корпус (архитектор Р. Г. Шмелинг). К этому времени больница была рассчитана примерно на семь сотен мест.
В 1902 году при родильном отделении была создана акушерская школа (не работала во второй половине 1910-х годов).
С 1910 года учреждение получило название Рижская первая городская больница, а в 1944 году — Рижская городская 1-я клиническая больница.
В 1920 году больница стала клинической базой медицинского факультета Латвийского университета, однако в конце 1920-х годов часть лечебно-учебных функций были переданы воссозданной Рижской 2-я городской больнице.
В 1970 году к больнице была присоединена станция скорой медицинской помощи.
В 1976 году больнице было присвоено имя Н. Н. Бурденко, который в 1905 году стажировался на её хирургическом отделении.
В конце 1980-х годов больница включала 23 клинических отделения и была рассчитана примерно на тысячу мест.